# Hongarije op de Olympische Zomerspelen 2000
Hongarije nam naar deel aan de Olympische Zomerspelen 2000 in Sydney, Australië.

## Medailleoverzicht
| Sport            | Olympiër | Discipline               | Medaille |
| ---------------- | --- | ------------------------ | -------- |
| Gymnastiek       | Szilveszter Csollány | ringen (m)               | Goud     |
| Kanovaren        | György Kolonics | C-1 500m (m)             | Goud     |
| Kanovaren        | Ferenc Novák Imre Pulai | C-2 500m (m)             | Goud     |
| Kanovaren        | Zoltán Kammerer Botond Storcz | K-2 500m (m)             | Goud     |
| Kanovaren        | Gábor Horváth Zoltán Kammerer Ákos Vereckei Botond Storcz | K-4 1000m (m)            | Goud     |
| Schermen         | Tímea Nagy | degen (v)                | Goud     |
| Waterpolo        | Tibor Benedek Péter Biros Rajmund Fodor Tamás Kásás Gergely Kiss Zoltán Kosz Tamás Märcz Tamás Molnár Rajmund Fodor Barnabás Steinmetz Zoltán Szécsi Bulcsú Székely Zsolt Varga Attila Vári          | mannen                   | Goud     |
| Zwemmen          | Ágnes Kovács | 200m schoolslag (m)      | Goud     |
| Gewichtheffen    | Erzsébet Márkus | -69kg (v)                | Zilver   |
| Handbal          | Beatrix Balogh Rita Deli Ágnes Farkas Anikó Kántor Beatrix Kökény Anita Kulcsár Dóra Lőwy Anikó Nagy Ildikó Pádár Katalin Pálinger Krisztina Pigniczki Bojana Radulovics Beáta Siti Tamásné Zsémbery | vrouwen                  | Zilver   |
| Kanovaren        | Katalin Kovács Szilvia Szabó | K-2 500m (v)             | Zilver   |
| Kanovaren        | Rita Kőbán Szilvia Szabó Erzsébet Viski Katalin Kovács | K-4 500m (m)             | Zilver   |
| Moderne vijfkamp | Gábor Balogh | mannen                   | Zilver   |
| Worstelen        | Sándor Bárdosi | -85kg Grieks-Romeins (m) | Zilver   |
| Boksen           | Zsolt Erdei | -75kg (v)                | Brons    |
| Kanovaren        | Krisztián Bártfai Krisztián Veréb | K-2 1000m (m)            | Brons    |
| Schietsport      | Igaly Diána | skeet (v)                | Brons    |

## Deelnemers en resultaten

### Atletiek
| Olympiër                                               | Discipline               | Resultaat | Prestatie                                                 |
| ------------------------------------------------------ | ------------------------ | --------- | --------------------------------------------------------- |
| Zsolt Szeglet                                          | 400m (m)                 | 39e       | serie 5: 6e in 46,19                                      |
| Balázs Korányi                                         | 800m (m)                 | 19e       | serie 6: 4e in 1.46,21 halve finale 3: 7e in 1.47,35      |
| Balázs Korányi                                         | 110m horden (m)          | 21e       | serie 3: 3e in 13,83 kwartfinale 2: 6e in 13,75           |
| Levente Csillag                                        | 110m horden (m)          | 22e       | serie 5: 5e in 13,66 kwartfinale 4: 6e in 13,78           |
| Tibor Bedi                                             | 400m horden (m)          | 50e       | serie 5: 3e in 51,54                                      |
| Viktor Kovács Géza Pauer László Babály Miklós Gyulai   | 4x100m (m)               | 21e       | serie 4: 4e in 39,52                                      |
| Zétény Dombi Zsolt Szeglet Attila Kilvinger Tibor Bédi | 4x400m (m)               | 26e       | serie 1: 6e in 3.08,77                                    |
| Gyula Dudás                                            | 20km snelwandelen (m)    | 37e       | 1:28.34                                                   |
| Sándor Urbanik                                         | 20km snelwandelen (m)    | 29e       | 1:26.16                                                   |
| Zoltán Czukor                                          | 50km snelwandelen (m)    | DSQ       | gediskwalificeerd                                         |
| Gyula Dudás                                            | 50km snelwandelen (m)    | 37e       | 4:17.55                                                   |
| Zsolt Czingler                                         | hink-stap-springen (m)   | 18e       | kwalificatie groep A: 9e met 16,52m                       |
| Szilárd Kiss                                           | kogelstoten (m)          | 25e       | kwalificatie groep B: 11e met 18,95m                      |
| Róbert Fazekas                                         | discuswerpen (m)         | 16e       | kwalificatie groep B: 8e met 61,76m                       |
| Zoltán Kővágó                                          | discuswerpen (m)         | DNF       | kwalificatie groep A: geen geldige poging                 |
| Gábor Máté                                             | discuswerpen (m)         | 23e       | kwalificatie groep B: 14e met 60,86m                      |
| Adrián Annus                                           | kogelslingeren (m)       | 17e       | kwalificatie groep B: 9e met 75,41m                       |
| Tibor Gécsek                                           | kogelslingeren (m)       | 7e        | kwalificatie groep A: 5e met 77,33m finale: 7e met 77,70m |
| Zsolt Nemeth                                           | kogelslingeren (m)       | 25e       | kwalificatie groep A: 12e met 73,95m                      |
| Zsolt Kürtösi                                          | tienkamp (m)             | 11e       | 8149 punten                                               |
| Attila Zsivoczky                                       | tienkamp (m)             | 8e        | 8277 punten                                               |
|                                                        |                          |           |                                                           |
| Barbara Petráhn                                        | 400m (v)                 | 30e       | serie 6: 5e in 52,86 kwartfinale 4: 8e in 52,72           |
| Anikó Kálovics                                         | 10000m (v)               | 23e       | serie 1: 12e in 33.20,40                                  |
| Judit Földing-Nagy                                     | marathon (v)             | 17e       | 2:30.54                                                   |
| Anikó Szebenszky                                       | 20km snelwandelen (v)    | 29e       | 1:36.46                                                   |
| Mária Urbanik                                          | 20km snelwandelen (v)    | 18e       | 1:34.45                                                   |
| Zita Ajkler                                            | verspringen (v)          | 23e       | kwalificatie groep A: 13e met 6,36m                       |
| Tünde Vaszi                                            | verspringen (v)          | 7e        | kwalificatie groep B: 3e met 6,70m finale: 7e met 6,59m   |
| Dóra Győrffy                                           | hoogspringen (v)         | 18e       | kwalificatie groep A: 10e met 1,89m                       |
| Katalin Donáth                                         | polsstokhoogspringen (v) | 23e       | kwalificatie groep B: geen geldige poging                 |
| Zsuzsanna Szabo                                        | polsstokhoogspringen (v) | DNF       | kwalificatie groep A: geen geldige poging                 |
| Nikolett Szabó                                         | speerwerpen (v)          | 14e       | kwalificatie groep A: 8e met 58,86m                       |
| Katalin Divós                                          | kogelslingeren (v)       | 13e       | kwalificatie groep B: 6e met 62,74m                       |
| Rita Ináncsi                                           | zevenkamp (v)            | DNF       | niet gefinisht                                            |

### Boksen
| Olympiër       | Discipline | Resultaat | Prestatie |
| -------------- | ---------- | --------- | --- |
| Pal Lakatos    | -48kg (m)  | 9e        | 1e ronde: vrij 2e ronde: V van PRK Kim: 8-20 |
| Károly Balzsay | -71kg (m)  | 9e        | 1e ronde: vrij 2e ronde: V van THA Thongburan: 12-17 |
| Zsolt Erdei    | -75kg (m)  | 9e        | 1e ronde: vrij 2e ronde: W van KGZ Vizilter: scheidsrechterlijke beslissing kwartfinale: W van UKR Zubrihin: 14-9 halve finale: V van RUS Gaidarbekov: 16-24 |

### Gewichtheffen
| Olympiër         | Discipline | Resultaat | Prestatie                                                     |
| ---------------- | ---------- | --------- | ------------------------------------------------------------- |
| Zoltán Farkas    | -62kg (m)  | 10e       | trekken: 8e met 132,5kg stoten: 12e met 155kg totaal: 287,5kg |
| Adrián Popa      | -77kg (m)  | DNF       | trekken: geen geldige poging                                  |
| Zoltán Kovács    | -94kg (m)  | 6e        | trekken: 4e met 180kg stoten: 5e met 217,5kg totaal: 397,5kg  |
| Péter Tamton     | -105kg (m) | DNF       | trekken: 12e met 175kg stoten: geen geldige poging            |
| Tibor Stark      | +105kg (m) | 8e        | trekken: 7e met 195kg stoten: 8e met 230kg totaal: 425kg      |
|                  |            |           |                                                               |
| Erzsébet Márkus  | -69kg (v)  | Zilver    | trekken: 1e met 112,5kg stoten: 4e met 130kg totaal: 242,5kg  |
| Gyöngyi Likerecz | -75kg (v)  | 5e        | trekken: 4e met 105kg stoten: 6e met 122,5kg totaal: 227,5kg  |
| Melinda Szik     | +75kg (v)  | 9e        | trekken: 9e met 107,5kg stoten: 9e met 127,5kg totaal: 235kg  |

### Gymnastiek
| Olympiër             | Discipline               | Resultaat | Prestatie                                                     |
| Ritmisch             | Ritmisch                 | Ritmisch  | Ritmisch                                                      |
| -------------------- | ------------------------ | --------- | ------------------------------------------------------------- |
| Viktoria Frater      | individueel (v)          | 20e       | kwalificatie: 20e met 38,161 punten                           |
| Turnen               |                          |           |                                                               |
| Szilveszter Csollány | ringen (m)               | Goud      | kwalificatie: 1e met 9,775 punten finale: 1e met 9,850 punten |
| Zoltán Supola        | paard met bogen (m)      | 6e        | kwalificatie: 2e met 9,787 punten finale: 6e met 9,762 punten |
|                      |                          |           |                                                               |
| Adrienn Nyeste       | individuele meerkamp (v) | 77e       | kwalificatie: 77e met 26,987 punten                           |

### Handbal
| Olympiër | Discipline | Resultaat | Prestatie |
| --- | ---------- | --------- | --- |
| Beatrix Balogh Rita Deli Ágnes Farkas Anikó Kántor Beatrix Kökény Anita Kulcsár Dóra Lőwy Anikó Nagy Ildikó Pádár Katalin Pálinger Krisztina Pigniczki Bojana Radulovics Beáta Siti Tamásné Zsémbery | vrouwen    | Zilver    | groep A: 2e W van Angola: 42-22 W van Frankrijk: 23-22 V van Zuid-Korea: 33-41 G van Roemenië: 21-21 kwartfinale: W van Oostenrijk: 28-27 halve finale: W van Noorwegen: 28-23 finale: V van Denemarken: 27-31 |

| Groep A |            |             |             |             |             |            |            |            |        |
| #       | Land       | Wedstrijden | Wedstrijden | Wedstrijden | Wedstrijden | Doelpunten | Doelpunten | Doelpunten | Punten |
| #       | Land       | G           | W           | G           | V           | V          | T          | Saldo      | Punten |
| 1       | Zuid-Korea | 4           | 4           | 0           | 0           | 131        | 100        | +31        | 8      |
| 2       | Hongarije  | 4           | 2           | 1           | 1           | 119        | 106        | +13        | 5      |
| 3       | Frankrijk  | 4           | 2           | 0           | 2           | 90         | 93         | -3         | 4      |
| 4       | Roemenië   | 4           | 1           | 1           | 2           | 99         | 101        | -2         | 3      |
| 5       | Angola     | 4           | 0           | 0           | 4           | 98         | 137        | -39        | 0      |

| Ronde        | Datum  | Plaats     | Land  | Score      | Land |
| ------------ | ------ | ---------- | ----- | ---------- | ---- |
| Groepsfase   |        |            |       |            |      |
| 17 september | Sydney | Hongarije  | 42-22 | Angola     |      |
| 19 september | Sydney | Frankrijk  | 22-23 | Hongarije  |      |
| 21 september | Sydney | Hongarije  | 33-41 | Zuid-Korea |      |
| 23 september | Sydney | Roemenië   | 21-21 | Hongarije  |      |
| Kwartfinale  |        |            |       |            |      |
| 28 september | Sydney | Oostenrijk | 27-28 | Hongarije  |      |
| Halve finale |        |            |       |            |      |
| 29 september | Sydney | Hongarije  | 28-23 | Noorwegen  |      |
| Finale       |        |            |       |            |      |
| 1 oktober    | Sydney | Denemarken | 31-27 | Hongarije  |      |

### Judo
| Olympiër           | Discipline | Resultaat | Prestatie                                                                                |
| ------------------ | ---------- | --------- | ---------------------------------------------------------------------------------------- |
| József Csák        | -65kg (m)  | 21e       | 1e ronde: vrij 2e ronde: V van BUL Georgiev: yuko                                        |
| Miklós Illyés      | -73kg (m)  | 17e       | 1e ronde: vrij 2e ronde: W van PUR Méndez: waza-ari 3e ronde: V van POR Almeida: ippon   |
| Krisztián Tölgyesi | -81kg (m)  | 17e       | 1e ronde: vrij 2e ronde: W van NZL Slyfield: yuko 3e ronde: V van EST Budõlin: waza-ari  |
| Antal Kovács       | -100kg (m) | 17e       | 1e ronde: vrij 2e ronde: W van KAZ Zhitkeyev: waza-ari 3e ronde: V van ISR Ze'evi: ippon |
|                    |            |           |                                                                                          |
| Eszter Csizmadia   | -63kg (v)  | 21e       | 1e ronde: V van USA Schutz: yuko                                                         |

### Kanovaren
| Olympiër                                                  | Discipline    | Resultaat | Prestatie                                                                     |
| --------------------------------------------------------- | ------------- | --------- | ----------------------------------------------------------------------------- |
| György Kolonics                                           | C-1 500m (m)  | Goud      | serie 1: 2e in 1.51,492 finale: 1e in 2.24,813                                |
| György Zala                                               | C-1 1000m (m) | 10e       | serie 1: 7e in 4.00,754 halve finale: 4e in 4.03,226                          |
| Ferenc Novák Imre Pulai                                   | C-2 500m (m)  | Goud      | serie 2: 3e in 1.42,816 finale: 1e in 1.51,284                                |
| Ferenc Novák Imre Pulai                                   | C-2 1000m (m) | 5e        | serie 2: 2e in 3.38,492 finale: 5e in 3.43,103                                |
| Ákos Vereckei                                             | K-1 500m (m)  | 4e        | serie 1: 1e in 1.42,089 halve finale 1: 1e in 1.39,574 finale: 4e in 2.00,145 |
| Roland Kökény                                             | K-1 1000m (m) | 9e        | serie 1: 2e in 3.38,066 halve finale 1: 4e in 3.39,455                        |
| Zoltán Kammerer Botond Storcz                             | K-2 500m (m)  | Goud      | serie 2: 1e in 1.30,502 finale: 1e in 1.47,055                                |
| Krisztián Bártfai Krisztián Veréb                         | K-2 1000m (m) | Brons     | serie 2: 1e in 3.13,677 finale: 3e in 3.16,357                                |
| Ákos Vereckei Zoltán Kammerer Gábor Horváth Botond Storcz | K-4 1000m (m) | Goud      | serie 1: 1e in 2.58,096 finale: 1e in 2.55,188                                |
|                                                           |               |           |                                                                               |
| Rita Kőbán                                                | K-1 500m (v)  | 4e        | serie 2: 2e in 1.50,77 finale: 6e in 2.19,668                                 |
| Katalin Kovács Szilvia Szabó                              | K-2 500m (v)  | Zilver    | serie 2: 1e in 1.42,298 finale: 2e in 1.58,580                                |
| Rita Kőbán Katalin Kovács Szilvia Szabó Erzsébet Viski    | K-4 500m (v)  | Zilver    | serie 1: 1e in 1.33,312 finale: 2e in 1.34,946                                |

### Moderne vijfkamp
| Olympiër        | Discipline | Resultaat | Prestatie   |
| --------------- | ---------- | --------- | ----------- |
| Gábor Balogh    | mannen     | Zilver    | 5353 punten |
| Péter Sárfalvi  | mannen     | 17e       | 4971 punten |
|                 |            |           |             |
| Nóra Simóka     | vrouwen    | 23e       | 3042 punten |
| Zsuzsanna Vörös | vrouwen    | 15e       | 4866 punten |

### Roeien
| Olympiër                       | Discipline             | Resultaat | Prestatie                                                                  |
| ------------------------------ | ---------------------- | --------- | -------------------------------------------------------------------------- |
| Tibor Pető Ákos Haller         | dubbel-twee (m)        | 5e        | serie 1: 1e in 6.28,33 halve finale 1: 3e in 6.23,81 finale: 5e in 6.27,04 |
|                                |                        |           |                                                                            |
| Anna Alliquander Mónika Remsei | lichte dubbel-twee (v) | 13e       | serie 3: 6e in 7.31,05 herkansingen: 4e in 7.20,21 finale: 1e in 7.13,22   |

### Schermen
| Olympiër                                                   | Discipline      | Resultaat | Prestatie |
| ---------------------------------------------------------- | --------------- | --------- | --- |
| Attila Fekete                                              | degen (m)       | 11e       | voorronde: vrij 1e ronde: W van CAN Shong: 14-13 2e ronde: V van CHN Zhao: 8-9 |
| Iván Kovács                                                | degen (m)       | 19e       | voorronde: vrij 1e ronde: V van AUS Adams: 14-15 |
| Attila Fekete Márk Marsi Iván Kovács                       | degen team (m)  | 7e        | 1e ronde: W van Estland: 45-42 kwartfinale: V van Frankrijk: 42-43 5-8e plek: V van Duitsland: 39-45 7-8e plek: W van Australië: 45-39                                                                        |
| Márk Marsi                                                 | floret (m)      | 8e        | 1e ronde: W van KAZ Kolganov: 15-13 2e ronde: W van GER Wienand: 15-8 3e ronde: W van CHN Ye: 15-8 kwartfinale: V van GER Bißdorf: 13-15                                                                      |
| Domonkos Ferjancsik                                        | sabel (m)       | 4e        | 1e ronde: vrij 2e ronde: W van KOR Lee: 15-4 3e ronde: W van UKR Huttsait: 15-10 kwartfinale: W van ITA Terenzi: 15-13 halve finale: V van FRA Gourdain: 12-15 bronzen finale: V van GER Kothny: 11-15        |
| Csaba Köves                                                | sabel (m)       | 11e       | 1e ronde: vrij 2e ronde: W van ROU Lupeică: 15-14 3e ronde: V van ITA Terenzi: 14-15 |
| Zsolt Nemcsik                                              | sabel (m)       | 17e       | 1e ronde: vrij 2e ronde: V van GBR Williams: 10-15 |
| Zsolt Nemcsik Csaba Köves Domonkos Ferjancsik Péter Takács | sabel team (m)  | 5e        | 1e ronde: vrij kwartfinale: V van Rusland: 39-45 5-8e plek: W van Polen: 45-41 5-6e plek: W van Oekraïne: 45-43                                                                                               |
|                                                            |                 |           | |
| Tímea Nagy                                                 | degen (v)       | Goud      | 1e ronde: vrij 2e ronde: W van CHN Yang: 11-8 3e ronde: W van LAT Vansoviča: 15-10 kwartfinale: W van GER Bokel: 15-8 halve finale: W van FRA Flessel-Colovic: 15-14 finale: W van SUI Hablützel-Bürki: 15-11 |
| Ildikó Nébaldné Mincza                                     | degen (v)       | 9e        | 1e ronde: vrij 2e ronde: W van USA Stevens: 11-8 3e ronde: V van SUI Hablützel-Bürki: 9-15 |
| Gyöngyi Szalay-Horváth                                     | degen (v)       | 18e       | 1e ronde: vrij 2e ronde: V van LAT Vansoviča: 13-15 |
| Tímea Nagy Ildikó Nébaldné Mincza Gyöngyi Szalay-Horváth   | degen team (v)  | 4e        | 1e ronde: W van Noorwegen: 45-32 kwartfinale: V van Rusland: 44-45 bronzen finale: V van China: 39-41 |
| Edina Knapek                                               | floret (v)      | 21e       | 1e ronde: vrij 2e ronde: V van POL Gruchała: 6-15 |
| Gabriella Lantos                                           | floret (v)      | 24e       | 1e ronde: vrij 2e ronde: V van GER Weber-Koszto: 6-15 |
| Aida Mohamed                                               | floret (v)      | 7e        | 1e ronde: vrij 2e ronde: W van JPN Arai: 15-6 3e ronde: W van GER Weber-Koszto: 15-10 kwartfinale: V van GER König: 8-15                                                                                      |
| Edina Knapek Gabriella Lantos Aida Mohamed                 | floret team (v) | 6e        | 1e ronde: W van Noorwegen: 45-32 kwartfinale: V van Verenigde Staten: 41-45 5-8e plek: W van Oekraïne: 45-39 5-6e plek: V van Rusland: 38-45                                                                  |

### Schietsport
| Olympiër        | Discipline                 | Resultaat | Prestatie                                                            |
| --------------- | -------------------------- | --------- | -------------------------------------------------------------------- |
| Péter Sidi      | 10m luchtgeweer (m)        | 15e       | kwalificatie: 15e met 589 punten (96-98-100-97-99-99)                |
| Péter Sidi      | 50m geweer 3 houdingen (m) | 25e       | kwalificatie: 25e met 1157 punten (399-375-383)                      |
| Péter Sidi      | 50m geweer liggend (m)     | 13e       | kwalificatie: 13e met 594 punten (99-100-99-98-99-99)                |
| István Jambrik  | 25m snelvuurpistool (m)    | 12e       | kwalificatie: 12e met 580 punten (293-287)                           |
| Lajos Pálinkás  | 25m snelvuurpistool (m)    | 14e       | kwalificatie: 14e met 579 punten (291-288)                           |
| István Jambrik  | 10m luchtpistool (m)       | 42e       | kwalificatie: 42e met 555 punten (97-93-90-92-93-90)                 |
| Lajos Pálinkás  | 10m luchtpistool (m)       | 29e       | kwalificatie: 29e met 570 punten (95-93-95-95-95-97)                 |
| Roland Gerebics | dubbeltrap (m)             | 5e        | kwalificatie: 5e met 140 punten (47-47-46) finale: 5e met 180 punten |
| József Ángyán   | 10m bewegend doel (m)      | 12e       | kwalificatie: 12e met 570 punten (286-284)                           |
| József Sike     | 10m bewegend doel (m)      | 11e       | kwalificatie: 11e met 570 punten (290-281)                           |
|                 |                            |           |                                                                      |
| Diána Igaly     | skeet (v)                  | Brons     | kwalificatie: 2e met 71 punten (24-23-24) finale: 3e met 93 punten   |

### Schoonspringen
| Olympiër       | Discipline    | Resultaat | Prestatie                                                                                          |
| -------------- | ------------- | --------- | -------------------------------------------------------------------------------------------------- |
| Imre Lengyel   | 3m plank (m)  | 11e       | voorronde: 13e met 382,98 punten halve finale: 10e met 605,58 punten finale: 11e met 613,47 punten |
| András Hajnal  | 10m toren (m) | 34e       | voorronde: 34e met 316,14 punten                                                                   |
|                |               |           | |
| Nóra Bartal    | 3m plank (v)  | 22e       | voorronde: 22e met 258,33 punten                                                                   |
| Orsolya Pintér | 3m plank (v)  | 25e       | voorronde: 25e met 239,64 punten                                                                   |

### Synchroonzwemmen
| Olympiër                          | Discipline | Resultaat | Prestatie                           |
| --------------------------------- | ---------- | --------- | ----------------------------------- |
| Zsuzsanna Hamori Petra Marschalko | duet       | 23e       | kwalificatie: 23e met 81,477 punten |

### Taekwondo
| Olympiër     | Discipline | Resultaat | Prestatie |
| ------------ | ---------- | --------- | --- |
| József Salim | -58kg (m)  | 5e        | 1e ronde: W van USA Moreno: 2-0 kwartfinale: W van KUW Buftain: 1-1 halve finale: V van ESP Esparza: 0-5 herkansingen: V van TPE Huang: 0-1 |

### Tafeltennis
| Olympiër                      | Discipline     | Resultaat | Prestatie |
| ----------------------------- | -------------- | --------- | --- |
| Csilla Bátorfi                | enkelspel (v)  | 17e       | groep B: 1e W van USA Reed: 3-1 W van NGR Kaffo: 3-0 2e ronde: V van LUX Ni: 2-3 (22-24, 10-21, 21-19, 23-21, 14-21) |
| Zita Molnár                   | enkelspel (v)  | 33e       | groep E: 2e V van TPE Xu: 0-3 W van TKM Steshenko: 3-0 |
| Krisztina Tóth                | enkelspel (v)  | 9e        | groepsfase: vrij 2e ronde: W van RUS Palina: 3-0 (21-15, 21-16, 21-7) 3e ronde: V van TPE Chen: 0-3 (14-21, 9-21, 14-21) |
| Csilla Bátorfi Krisztina Tóth | dubbelspel (v) | 4e        | groepsfase: vrij 2e ronde: W van GER Gotsch/Schöpp: 3-0 (21-16, 21-16, 21-19) kwartfinale: W van KOR Lee/Suk: 3-0 (21-19, 21-16, 23-21) halve finale: V van CHN Sun/Yang: 1-3 (21-17, 18-21, 14-21, 17-21) bronzen finale: V van KOR Kim/Ryu: 2-3 (18-21, 19-21, 24-22, 21-19, 19-21) |

### Tennis
| Olympiër                     | Discipline     | Resultaat | Prestatie |
| ---------------------------- | -------------- | --------- | --- |
| Attila Sávolt                | enkelspel (m)  | 33e       | 1e ronde: V van THA Srichaphan: 2-6, 6-4, 5-7 |
| Gábor Köves Attila Sávolt    | dubbelspel (m) | 17e       | 1e ronde: V van ITA Bertolini/Brandi: 6-3, 2-6, 2-6                                                                                               |
|                              |                |           | |
| Rita Kuti Kis                | enkelspel (v)  | 33e       | 1e ronde: V van RSA Coetzer: 1-6, 1-6 |
| Petra Mandula                | enkelspel (v)  | 33e       | 1e ronde: V van ESP Martínez: 1-6, 0-6 |
| Katalin Marosi               | enkelspel (v)  | 33e       | 1e ronde: V van USA Seles: 0-6, 1-6 |
| Petra Mandula Katalin Marosi | dubbelspel (v) | 5e        | 1e ronde: W van RSA Coetzer/Huber: 6-4, 6-3 2e ronde: W van BRA Cortez/Menga: 6-2, 6-3 kwartfinale: V van BLR Barabansjtsjikava/Zverava: 3-6, 5-7 |

### Triatlon
| Olympiër      | Discipline | Resultaat | Prestatie  |
| ------------- | ---------- | --------- | ---------- |
| Csaba Kuttor  | mannen     | 30e       | 1:51.05,74 |
|               |            |           |            |
| Nora Edocseny | vrouwen    | 19e       | 2:05.20,03 |
| Aniko Gog     | vrouwen    | 39e       | 2:14.50,55 |
| Erika Molnar  | vrouwen    | 23e       | 2:05.39,50 |

### Waterpolo
| Olympiër | Discipline | Resultaat | Prestatie |
| --- | ---------- | --------- | --- |
| Tibor Benedek Péter Biros Rajmund Fodor Tamás Kásás Gergely Kiss Zoltán Kósz Tamás Märcz Tamás Molnár Barnabás Steinmetz Zoltán Szécsi Bulcsú Székely Attila Vári Zsolt Varga | mannen     | Goud      | groep B: 3e W van Griekenland: 7-4 W van Nederland: 16-8 V van Kroatië: 7-8 W van Verenigde Staten: 10-9 V van Joegoslavië: 9-10 kwartfinale: W van Italië: 8-5 halve finale: W van Joegoslavië: 8-7 finale: W van Rusland: 13-6 |

| Groep B |                  |             |             |             |             |        |        |        |        |
| #       | Land             | Wedstrijden | Wedstrijden | Wedstrijden | Wedstrijden | Punten | Punten | Punten | Punten |
| #       | Land             | G           | W           | G           | V           | V      | T      | Saldo  | Punten |
| 1       | Joegoslavië      | 5           | 4           | 1           | 0           | 41     | 22     | +19    | 9      |
| 2       | Kroatië          | 5           | 4           | 1           | 0           | 42     | 30     | +12    | 9      |
| 3       | Hongarije        | 5           | 3           | 0           | 2           | 49     | 39     | +10    | 5      |
| 4       | Verenigde Staten | 5           | 2           | 0           | 3           | 42     | 39     | +3     | 4      |
| 5       | Nederland        | 5           | 1           | 0           | 4           | 34     | 55     | -21    | 3      |
| 6       | Griekenland      | 5           | 0           | 0           | 5           | 22     | 45     | -23    | 0      |

| Ronde        | Datum  | Plaats      | Land | Score            | Land |
| ------------ | ------ | ----------- | ---- | ---------------- | ---- |
| Groepsfase   |        |             |      |                  |      |
| 23 september | Sydney | Griekenland | 4-7  | Hongarije        |      |
| 24 september | Sydney | Hongarije   | 16-8 | Nederland        |      |
| 25 september | Sydney | Kroatië     | 8-7  | Hongarije        |      |
| 26 september | Sydney | Hongarije   | 10-9 | Verenigde Staten |      |
| 27 september | Sydney | Joegoslavië | 10-9 | Hongarije        |      |
| Kwartfinale  |        |             |      |                  |      |
| 29 september | Sydney | Italië      | 5-8  | Hongarije        |      |
| Halve finale |        |             |      |                  |      |
| 30 september | Sydney | Hongarije   | 8-7  | Joegoslavië      |      |
| Finale       |        |             |      |                  |      |
| 1 oktober    | Sydney | Rusland     | 6-13 | Hongarije        |      |

### Wielersport
| Olympiër                | Discipline  | Resultaat | Prestatie |
| Baan                    | Baan        | Baan      | Baan |
| ----------------------- | ----------- | --------- | --- |
| Szilvia Noemi Szabolcsi | sprint (v)  | 5e        | kwalificatie: 6e in 11,545 1e ronde: V van UKR Yanovych 1e ronde herkansingen: 1e in 12,625 kwartfinale: V van RUS Grichina: 0-2 5-8e plek: 1e |
| Szilvia Noemi Szabolcsi | tijdrit (v) | 12e       | 35,778 |

### Worstelen
| Olympiër           | Discipline  | Resultaat   | Prestatie |
| Vrije stijl        | Vrije stijl | Vrije stijl | Vrije stijl |
| ------------------ | ----------- | ----------- | --- |
| Árpád Ritter       | -76kg (m)   | 18e         | groep 4: 3e V van GEO Mchedlidze: 0-3 V van TUR Bereket: 2-3                                                                                             |
| Gábor Kapuvári     | -85kg (m)   | 7e          | groep 6: 2e W van CIV Aka-Akesse: 6-0 W van ROU Ghiță: 2-1 V van IRI Khadem                                                                              |
| Zsolt Gombos       | -130kg (m)  | 17e         | groep 4: 3e V van UZB Taymazov: 0-10 V van TUR Polatçı: 0-3                                                                                              |
| Grieks-Romeins     |             |             | |
| István Majoros     | -58kg (m)   | 18e         | groep 2: 3e V van GEO Guliashvili: 0-3 V van IRI Ashkani: 1-5                                                                                            |
| Csaba Hirbik       | -69kg (m)   | 15e         | groep 4: 3e V van FRA Yalouz: 4-5 V van EST Nikitin: 3-4                                                                                                 |
| Tamás Berzicza     | -76kg (m)   | 14e         | groep 4: 3e W van JPN Katayama: 2-2 V van RUS Kardanov: 0-1                                                                                              |
| Sándor Bárdosi     | -85kg (m)   | Zilver      | groep 5:' 4e W van VEN Bartolozzi: 5-0 W van AUS Olczak: 12-0 W van SWE Lidberg: 2-0 halve finale: W van NOR Aanes: 4-1 finale: V van TUR Yerlikaya: 3-3 |
| Mihály Deák-Bárdos | -130kg (m)  | 11e         | groep 4: 2e V van RUS Karelin: 0-3 W van BUL Mureiko |

### Zeilen
| Olympiër                       | Discipline  | Resultaat | Prestatie                                         |
| ------------------------------ | ----------- | --------- | ------------------------------------------------- |
| Áron Gádorfalvi                | mistral (m) | 24e       | 177,0 punten: (24-19-19-23-21-23-21-17-14-OCS-20) |
| Bálazs Hajdú                   | finn (m)    | 15e       | 102,0 punten: (DSQ-6-16-16-3-5-DNF-8-22-10-16)    |
| Marcell Goszleth Adam Szorenyi | 470 (m)     | 29e       | 204,0 punten: (OCS-20-19-18-25-24-26-17-29-28-27) |
|                                |             |           |                                                   |
| Luca Gádorfalvi                | mistral (v) | 25e       | 201,0 punten: (23-26-24-24-28-21-25-21-15-23-25)  |
|                                |             |           |                                                   |
| Tamas Eszes                    | laser       | 18e       | 127,0 punten: (5-26-9-13-DSQ-14-16-26-5-26-13)    |

### Zwemmen
| Olympiër                                                     | Discipline            | Resultaat | Prestatie                                                                             |
| ------------------------------------------------------------ | --------------------- | --------- | ------------------------------------------------------------------------------------- |
| Attila Zubor                                                 | 50m vrije slag (m)    | 26e       | serie 7: 2e in 23,03                                                                  |
| Attila Zubor                                                 | 100m vrije slag (m)   | 9e        | serie 9: 5e in 49,79 halve finale 2: 6e in 49,58                                      |
| Béla Szabados                                                | 200m vrije slag (m)   | 11e       | serie 6: 5e in 1.50,10 halve finale 2: 7e in 1.49,36                                  |
| Attila Zubor                                                 | 200m vrije slag (m)   | 14e       | serie 5: 6e in 1.50,11 halve finale 1: 6e in 1.49,87                                  |
| Zoltán Szilágyi                                              | 400m vrije slag (m)   | 31e       | serie 3: 6e in 3.59,40                                                                |
| Péter Horváth                                                | 100m rugslag (m)      | 15e       | serie 7: 4e in 55,81 halve finale 2: 7e in 55,65                                      |
| Viktor Bodrogi                                               | 200m rugslag (m)      | DSQ       | serie 4: gediskwalificeerd                                                            |
| Károly Güttler                                               | 100m schoolslag (m)   | 9e        | serie 7: 1e in 1.01,66 halve finale 1: 5e in 1.01,83                                  |
| Norbert Rózsa                                                | 200m schoolslag (m)   | 13e       | serie 6: 4e in 2.15,27 halve finale 2: 6e in 2.14,67                                  |
| Zsolt Gáspár                                                 | 100m vlinderslag (m)  | 11e       | serie 7: 2e in 53,29 halve finale 1: 4e in 53,45                                      |
| Viktor Bodrogi                                               | 200m vlinderslag (m)  | 24e       | serie 3: 2e in 2.00,74                                                                |
| István Batházi                                               | 200m wisselslag (m)   | 19e       | serie 7: 6e in 2.03,63                                                                |
| Attila Czene                                                 | 200m wisselslag (m)   | 4e        | serie 5: 5e in 2.02,66 halve finale 1: 3e in 2.01,56 finale: 4e in 2.01,16            |
| István Batházi                                               | 400m wisselslag (m)   | 10e       | serie 6: 2e in 4.18,85                                                                |
| Attila Czene Zsolt Gáspár Jácint Simon Bela Szabados         | 4x200m vrije slag (m) | 10e       | serie 1: 5e in 7.24,48 (NR)                                                           |
| Péter Horváth Károly Güttler Zsolt Gáspár Attila Zubor       | 4x100m wisselslag (m) | 5e        | serie 1: 1e in 3.38,58 (NR) finale: 5e in 3.39,09                                     |
|                                                              |                       |           |                                                                                       |
| Gyöngyver Lakos                                              | 100m vrije slag (v)   | 29e       | serie 3: 3e in 57,71                                                                  |
| Éva Risztov                                                  | 400m vrije slag (v)   | 29e       | serie 3: 7e in 4.18,48                                                                |
| Éva Risztov                                                  | 800m vrije slag (v)   | 14e       | serie 3: 6e in 8.43,07                                                                |
| Annamária Kiss                                               | 100m rugslag (v)      | 36e       | serie 2: 4e in 1.06,12                                                                |
| Annamária Kiss                                               | 200m rugslag (v)      | 28e       | serie 2: 6e in 2.20,40                                                                |
| Ágnes Kovács                                                 | 100m schoolslag (v)   | 5e        | serie 5: 2e in 1.08,50 halve finale 1: 2e in 1.07,79 'finale: 5e in 1.08,09           |
| Ágnes Kovács                                                 | 200m schoolslag (v)   | Goud      | serie 5: 1e in 2.24,92 (OR) halve finale 2: 1e in 2.24,03 (OR) 'finale: 1e in 2.24,35 |
| Orsolya Ferenczy                                             | 100m vlinderslag (v)  | 23e       | serie 4: 4e in 1.01,15                                                                |
| Éva Risztov                                                  | 200m vlinderslag (v)  | 16e       | serie 4: 3e in 2.11,32 halve finale 1: 8e in 2.11,83                                  |
| Annamária Kiss Ágnes Kovács Orsolya Ferenczy Gyöngyver Lakos | 4x100m wisselslag (v) | 13e       | serie 1: 5e in 4.11,11                                                                |

Albanië · Algerije · Amerikaanse Maagdeneilanden · Amerikaans-Samoa · Andorra · Angola · Antigua en Barbuda · Argentinië · Armenië · Aruba · Australië · Azerbeidzjan · Bahama's · Bahrein · Bangladesh · Barbados · België · Belize · Benin · Bermuda · Bhutan · Bolivia · Bosnië en Herzegovina · Botswana · Brazilië · Britse Maagdeneilanden · Brunei · Bulgarije · Burkina Faso · Burundi · Cambodja · Canada · Centraal-Afrikaanse Republiek · Chili · China · Chinees Taipei · Colombia · Comoren · Congo-Brazzaville · Congo-Kinshasa · Cookeilanden · Costa Rica · Cuba · Cyprus · Denemarken · Djibouti · Dominica · Dominicaanse Republiek · Duitsland · Ecuador · Egypte · El Salvador · Equatoriaal-Guinea · Eritrea · Estland · Ethiopië · Fiji · Filipijnen · Finland · Frankrijk · Gabon · Gambia · Georgië · Ghana · Grenada · Griekenland · Groot-Brittannië · Guam · Guatemala · Guinee · Guinee‑Bissau · Guyana · Haïti · Honduras · Hongarije · Hongkong · Ierland · IJsland · India · Indonesië · Irak · Iran · Israël · Italië · Ivoorkust · Jamaica · Japan · Jemen · Joegoslavië · Jordanië · Kaaimaneilanden · Kaapverdië · Kameroen · Kazachstan · Kenia · Kirgizië · Koeweit · Kroatië · Laos · Lesotho · Letland · Libanon · Liberia · Libië · Liechtenstein · Litouwen · Luxemburg · Macedonië · Madagaskar · Malawi · Malediven · Maleisië · Mali · Malta · Marokko · Mauritanië · Mauritius · Mexico · Micronesië · Moldavië · Monaco · Mongolië · Mozambique · Myanmar · Namibië · Nauru · Nederland · Nederlandse Antillen · Nepal · Nicaragua · Nieuw-Zeeland · Niger · Nigeria · Noord-Korea · Noorwegen · Oeganda · Oekraïne · Oezbekistan · Oman · Oostenrijk · Pakistan · Palau · Palestina · Panama · Papoea-Nieuw-Guinea · Paraguay · Peru · Polen · Portugal · Puerto Rico · Qatar · Roemenië · Rusland · Rwanda · Saint Kitts en Nevis · Saint Lucia · Saint Vincent en Grenadines · Salomonseilanden · Samoa · San Marino ·  Sao Tomé en Principe · Saoedi-Arabië · Senegal · Seychellen · Sierra Leone · Singapore · Slovenië · Slowakije · Soedan · Somalië · Spanje · Sri Lanka · Suriname · Swaziland · Syrië · Tadzjikistan · Tanzania · Thailand · Togo · Tonga · Trinidad en Tobago · Tsjaad · Tsjechië · Tunesië · Turkije · Turkmenistan · Uruguay · Vanuatu · Venezuela · Verenigde Arabische Emiraten · Verenigde Staten · Vietnam · Wit-Rusland · Zambia · Zimbabwe · Zuid-Afrika · Zuid-Korea · Zweden · Zwitserland · Individuele olympische atleten